# Diaea megagyna
Diaea megagyna es una especie de araña cangrejo del género Diaea, familia Thomisidae. Fue descrita científicamente por Evans en 1995.

## Distribución
Esta especie se encuentra en Queensland y Nueva Gales del Sur.